# Mount Caywood
Mount Caywood är ett berg i Antarktis. Det ligger i Västantarktis. Argentina, Chile och Storbritannien gör anspråk på området. Toppen på Mount Caywood är 1 244 meter över havet.
Terrängen runt Mount Caywood är huvudsakligen lite kuperad. Trakten är obefolkad. Det finns inga samhällen i närheten.